# Karl Wagner von Inngau
Karl Wagner, seit 1879 Karl Wagner Ritter von Inngau (* 14. Jänner 1819 in Schärding; † 20. April 1893 in Wien) war ein österreichischer Jurist, der von 1876 bis 1887 als Präsident des Handelsgerichts Wien fungierte.

## Biographie

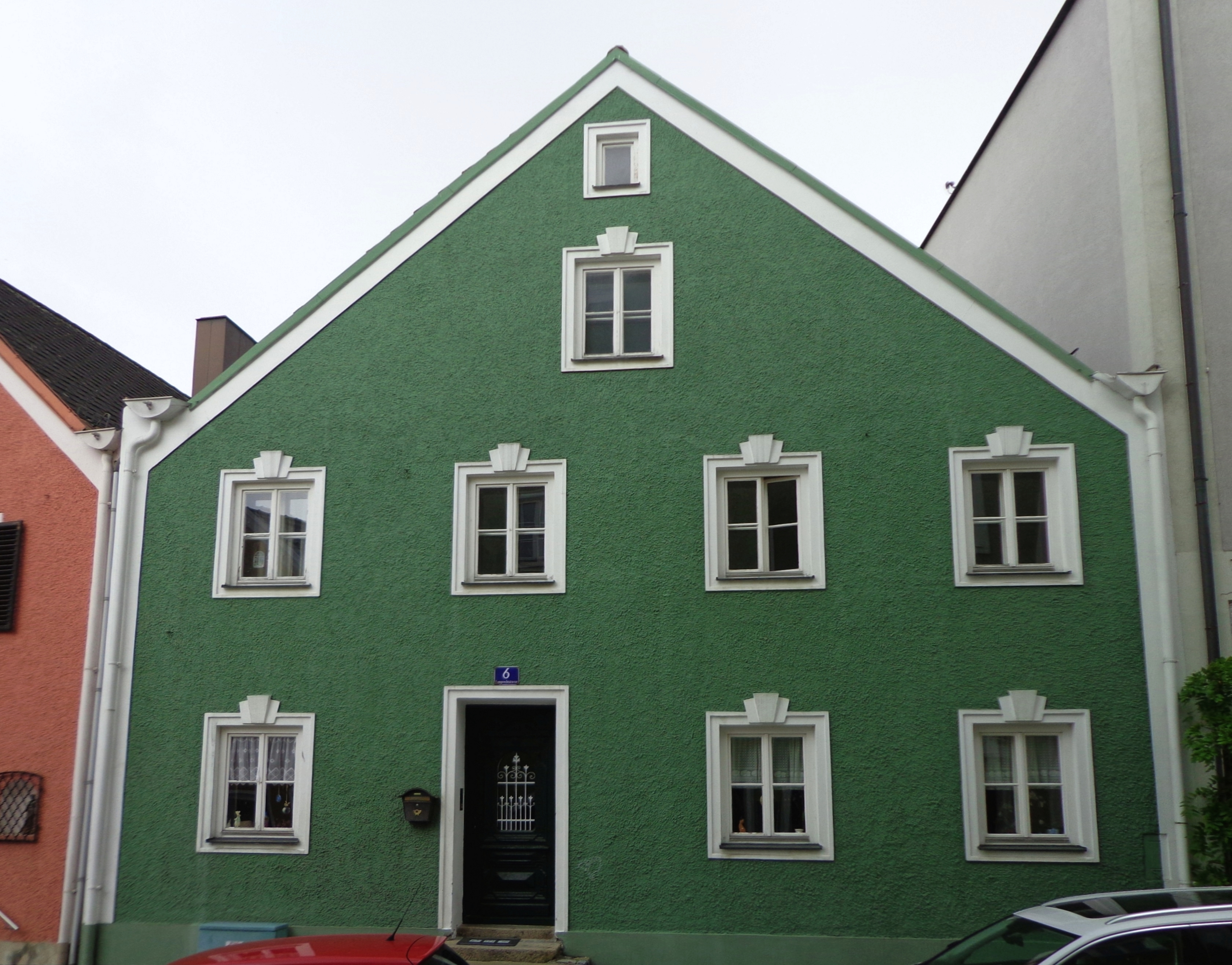
Schärding, Weberhaus (heute: Lamprechtstraße 6): Geburtshaus des späteren Ritters Wagner von Inngau

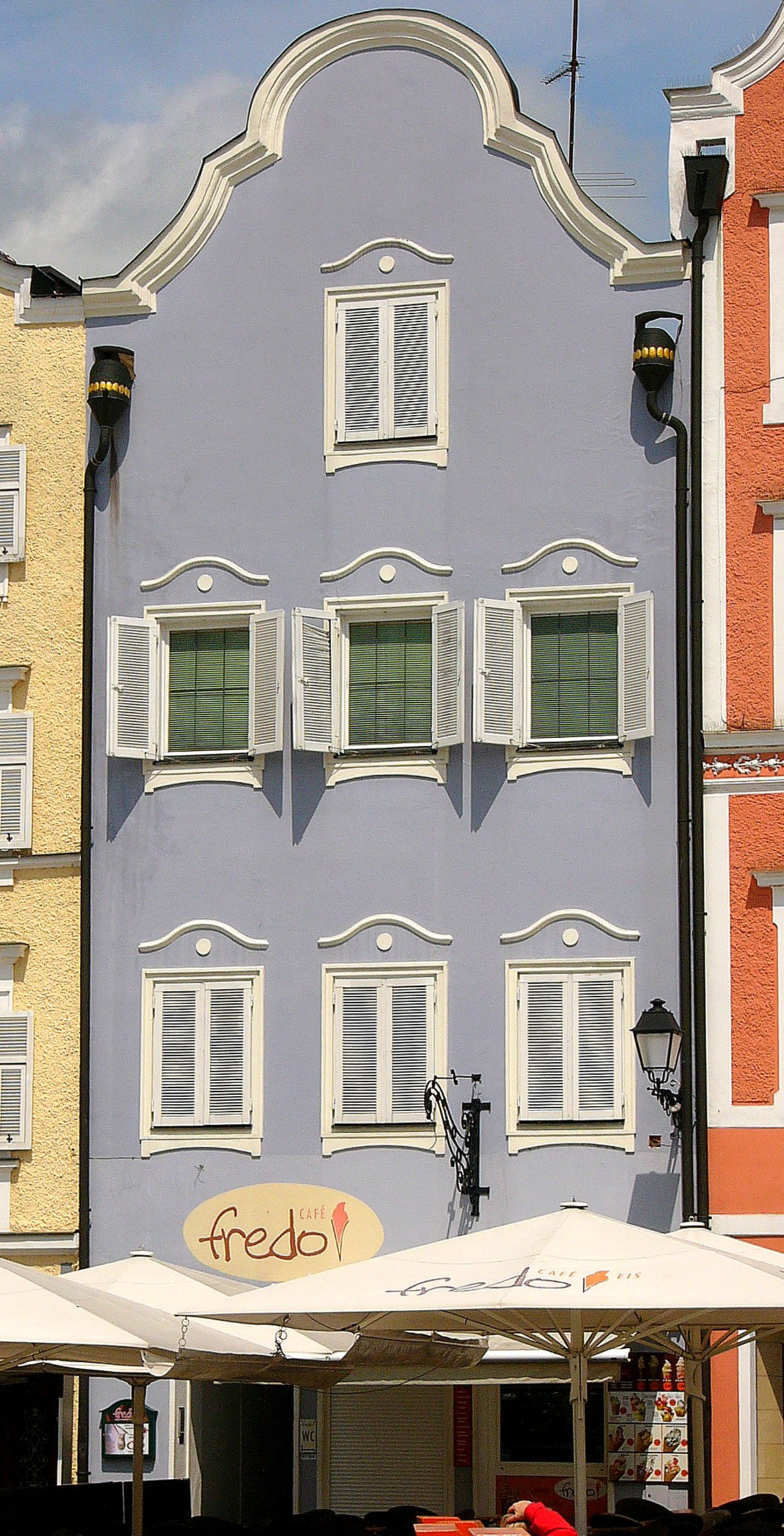
Schärding, Zeugmacherhaus am Oberen Stadtplatz (heute: Silberzeile 16): Seit 1829 das Elternhaus des späteren Ritters Wagner von Inngau

Karl Magnus Wagner wurde am 14. Jänner 1819 um drei Uhr früh im Haus Nr. 84 in Schärding (zur Hausnummer siehe unten) als Sohn des Vinzenz Wagner, bürgerlichen Lein- und Zeugwebers aus Schärding und dessen Ehefrau Theresia, geb. Hoffmann, geboren und am selben Tag um halb fünf Uhr nachmittags getauft. Taufpate des Kindes war Matthias Goldinger, bürgerlicher Bindermeister aus Schärding. Der genannte Vinzenz Wagner und seine Ehefrau waren seit 1809 Besitzer des Weberhauses  in Schärding (Hausnummer im Jahre 1805: Nr. 84;  im Jahre 1851: Nr. 88; jetzt:  Lamprechtstraße 6), das sie 1829 an Martin und Maria Zechmeister weiterverkauften. 1818 kaufte der Zeugweber Vinzenz Wagner das Zeugmacherhaus am Oberen Stadtplatz (Hausnummer im Jahre 1805: Nr. 16; im Jahre 1851: Nr. 17; jetzt: Silberzeile 16), das sich bis zum Verkauf an Mathias und Creszenz Beham 1879 im Besitz der Familie Wagner befand, welche dort Gewerbe als Zeugweber und Greißler betrieb. Das Bürgerbuch der Stadt Schärding nennt 1809 Vincenz Wagner, Bürgerssohn, Zeugweber als Bewohner des Hauses Nr. 84 (heute: Lamprechtstraße 6) und später des Hauses Nr. 16 (heute: Silberzeile 16).
Karl Wagner besuchte (zeitgleich mit dem späteren Philologen und Schriftsteller Franz Xaver Schmid) das Stiftsgymnasium Kremsmünster. Nach seiner mit Auszeichnung abgelegten Matura nahm er das Studium der Rechtswissenschaften an der Universität Wien auf.
Nach Abschluss seines juristischen Studiums im Jahre 1841 wurde Wagner Auskultator beim k.k. Stadt- und Landrecht in Linz, im Jahre 1850 Gerichtsassessor am Landesgericht Linz, dann als Kreisgerichts-Rat Richter am  Kreisgericht Ried im Innkreis, im Jahre 1856 als Kreisgerichts-Rat Richter am Kreisgericht in Wels, 1857 als Landesgerichts-Rat Richter am Landesgericht Wien, im Jahre 1870 Oberlandesgerichts-Rat in Wien, im Jahre 1874 Vizepräsident des k.k. Handels- und Wechselgerichts Wien und schließlich 1876 dessen wirklicher Präsident. 1879 wurde er von Kaiser Franz Joseph durch die Verleihung des Ritterkreuzes des Leopoldordens geadelt und hieß von nun an Ritter Wagner von Inngau. Als er 1887 als Präsident des k.k. Handelsgerichts Wien in den Ruhestand trat, wurde er von Kaiser Franz Joseph zum Mitglied des obersten Staatsgerichtshofes ernannt.
Karl Ritter Wagner von Inngau starb am 20. April 1893 im Alter von 74 Jahren in Wien und wurde am  24. April im Familiengrab auf dem Wiener Zentralfriedhof bestattet (Gruppe 31A, Reihe 1, Nr. 33).

## Auszeichnungen

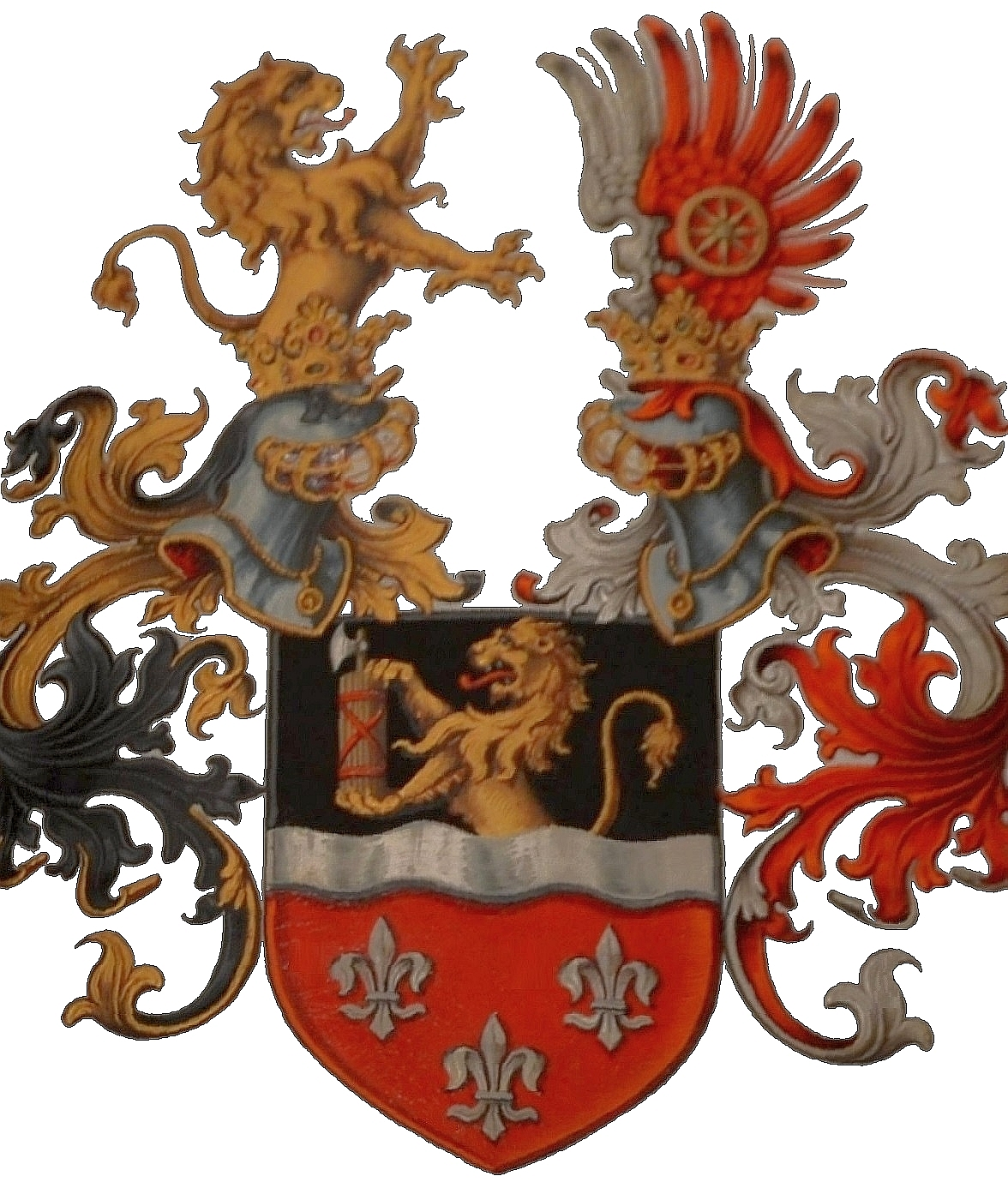
Wappen des Karl Wagner von Inngau, verliehen am 14. August 1879.

- 1879: Ritterkreuz des österreichisch-kaiserlichen  Leopoldordens sowie – aufgrund der damals gültigen Ordensstatuten – Erhebung in den österreichischen erblichen Ritterstand unter dem Namen Ritter Wagner von Inngau am 14. August 1879[8]
- 1887: Komturkreuz des kaiserlich österreichischen Franz-Joseph-Ordens[1]

## Wappen
Das Wappen des Karl Wagner von Inngau, verliehen durch das am 14. August 1879 in Wien ausgestellte Ritterstandsdiplom, war: Geteilt durch einen silbernen Wellenbalken; oben in Schwarz ein wachsender, goldener, rot bezungter Löwe, ein rot geschnürtes Liktorenbündel mit Beil in beiden Pranken vor sich pfahlweise tragend; unten in Rot drei silberne Lilien (2:1). Zwei gekrönte Helme: I ein goldener, rot bezungter Löwe wachsend; II ein geschlossener, vorne roter und mit einem goldenen Wagenrad (Anspielung auf den Familiennamen Wagner) belegter, hinten silberner Flug. Decken: rechts schwarz-golden, links rot-silbern.

## Familie

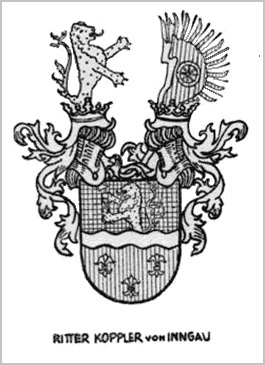
Exlibris des Dr. Karl Koppler von Inngau (1883)

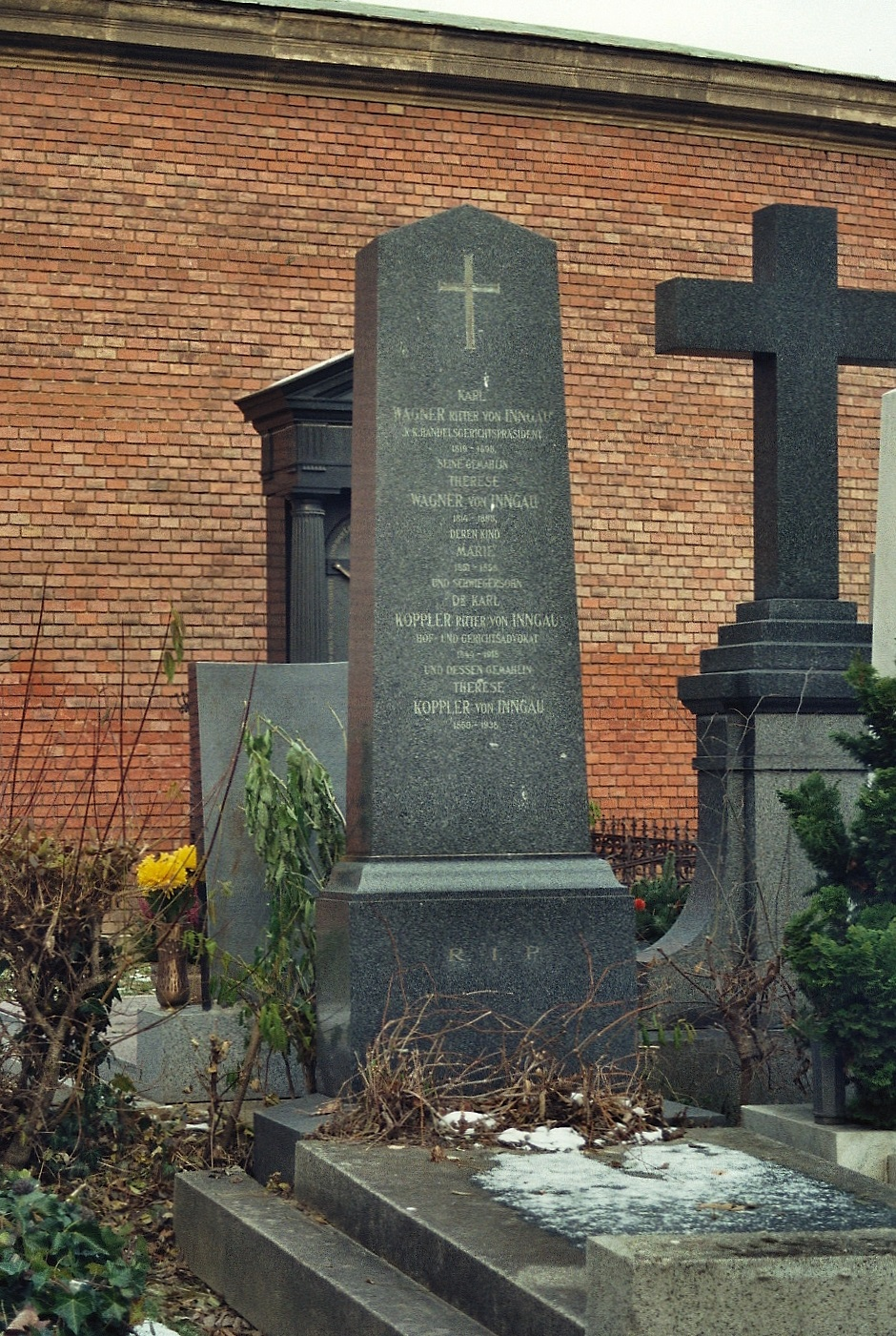
Wiener Zentralfriedhof, Grabstein der Eheleute Wagner von Inngau und Koppler von Inngau (Zustand 2002)

Karl Wagner von Inngau und seine im Juni 1893 verstorbene Ehefrau Theresia hatten zwei Töchter, Therese (1850–1938) und Marie (1851–1858). Während Marie bereits im Alter von sieben Jahren starb, heiratete Therese den Wiener Hof- und Gerichtsadvokaten Dr. Karl Koppler. Da Karl Wagner von Inngau keine männlichen Nachkommen hatte, wurden das Prädikat "von Inngau", sein Wappen und der erbliche Ritterstand durch Allerhöchste Entschließung Kaiser Franz Josephs vom 14. April 1883 „aus besonderer Allerhöchster Gnade“ auf seinen Schwiegersohn übertragen (Ministerial-Bestätigungsurkunde vom 22. Mai 1883), der sich danach Ritter Koppler von Inngau nennen durfte. Dr. Karl Koppler von Inngau starb im Dezember 1918 im Alter von 74 Jahren ebenfalls ohne einen männlichen Erben, seine Witwe Therese starb im Jänner 1938 im Alter von 88 Jahren. Alle fünf genannten Personen sind im oben erwähnten Familiengrab auf dem Wiener Zentralfriedhof bestattet. Aus der Ehe des Dr. Karl Koppler mit Therese, geb. Wagner, stammten die Töchter Marianne, die den Regierungsrat Dr. Heinrich Röttinger heiratete, und Alberta, die den Rechtsanwalt Dr. Emil Sueß (ein Neffe des Geologen Eduard Suess) heiratete. Ein Damengürtel aus dem Besitz der Therese Koppler von Inngau, geb. Wagner, befindet sich heute im Wien Museum. Das am 14. August 1879 in Wien ausgestellte Ritterstandsdiplom des Karl Wagner von Inngau wird im Stadtmuseum Schärding aufbewahrt.